# صدف راه‌راه لاگون
صدف راه راه لاگون (نام علمی: Cerastoderma glaucum) نام یک گونه از سرده صدف‌های سراستودرما است.این گونه صدف در بیشتر سواحل در اروپا و شمال آفریقا،دریای مدیترانه و دریای سیاه، دریای خزر و دریای بالتیک زندگی می کند.این گونه از انواع پلانکتون ها تغذیه می کند و عمر آن حدود ۲-۵ سال است.